# Monte Kenia

El monte Kenia queda en las montañas altas de Kenia, 150 km al norte-noreste de Nairobi, justo al noreste de Nyeri.

El monte Kenia es la montaña más alta de Kenia, y la segunda más alta de África (tras el Kilimanjaro). Los picos más altos de la montaña son Batian (5199 m), Nelion (5188 m) y Punta Lenana (4985 m). El monte Kenia está en el centro del país, justo al sur del ecuador, alrededor de 150 km al norte-noreste de la capital Nairobi. El monte Kenia dio su nombre a la República de Kenia.
El monte Kenia es un estratovolcán creado aproximadamente hace 3 millones de años después de la apertura del Rift de África Oriental. Está inactivo, aislado, y no forma parte de ninguna cadena montañosa o cordillera. Su última erupción fue entre unos 2,6 y 3,1 millones de años. 
Estuvo cubierto por una capa de hielo durante miles de años. Esto ha dado como resultado unas laderas muy erosionadas y numerosos valles que radian del centro. Hay actualmente 11 pequeños glaciares. Las laderas cubiertas de bosques son una importante fuente de agua para gran parte de Kenia.
Sus laderas abarcan ocho biomas, desde la base hasta la cumbre, con diferentes tipos de vegetación a diferentes alturas. Las laderas inferiores están cubiertas por varios tipos de bosque. Muchas especies son endémicas del monte Kenia, como las lobelias, los senecios y el damán roquero.

## Parque nacional del Monte Kenia
Una superficie de 715 km 2 alrededor de la montaña se encuentra bajo protección ambiental conformando el Parque nacional del Monte Kenia, creado en el año 1949. Actualmente el parque nacional está dentro de la reserva forestal que la rodea. En abril de 1978 la zona fue designada reserva de la biosfera por la Unesco. El parque nacional y la reserva forestal, combinadas, se incluyeron en la lista de los lugares Patrimonio de la Humanidad de la Unesco en 1997.
. El parque recibe más de 15 000 visitantes por año.
El gobierno de Kenia tuvo cuatro razones para crear un parque nacional en el monte Kenia y sus alrededores. Eran importantes para el turismo, recurso esencial de la economía nacional y local, para conservar una zona de gran belleza paisajística, y conservar la biodiversidad dentro del parque, así como la captación de agua para la comarca vecina.

## Cultura local

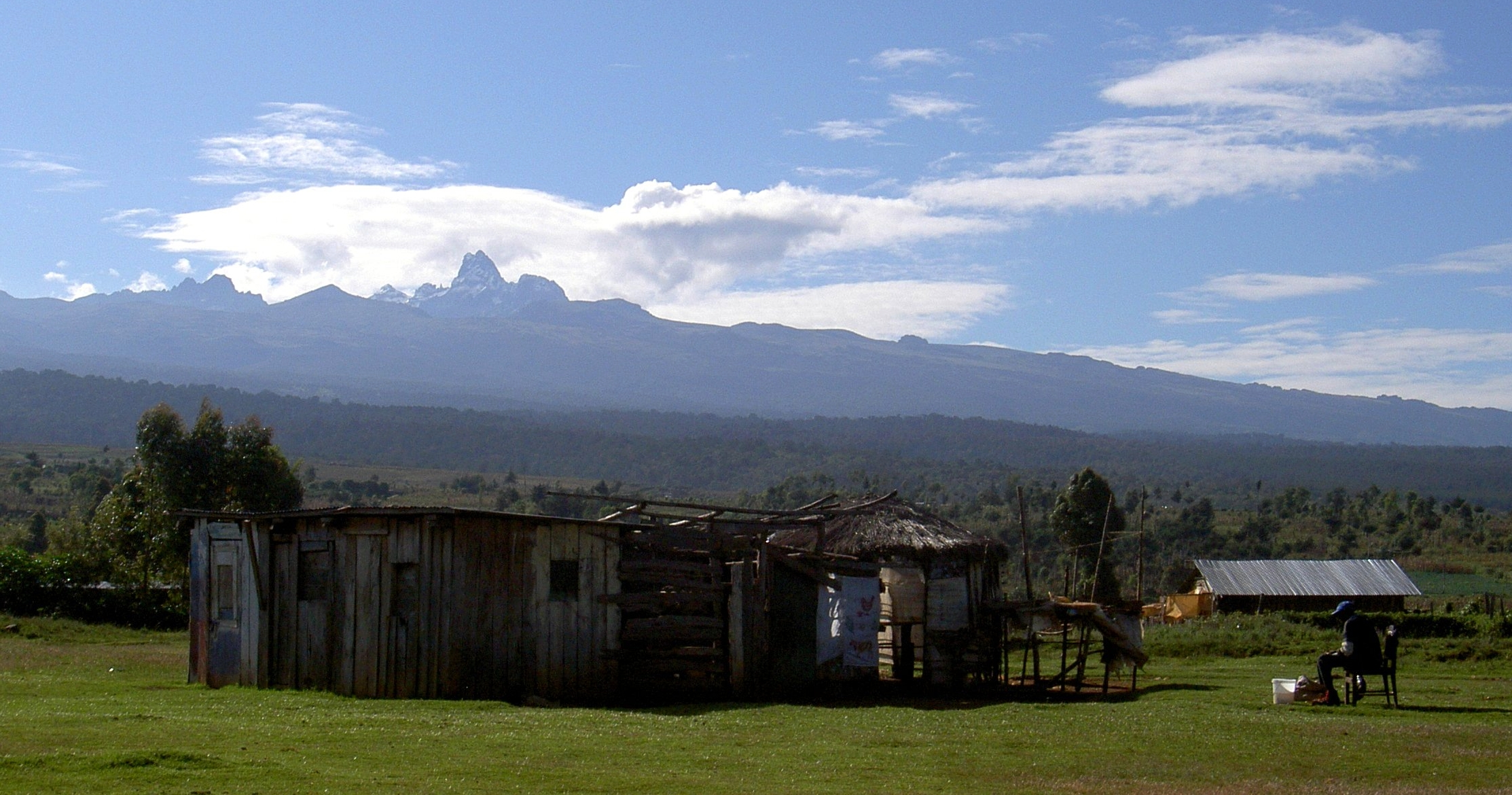
Monte Kenia visto desde la distancia. Los puntos más altos son Batian (5.199 m) y Nelion (5.188 m).

Los principales grupos étnicos que viven alrededor del monte Kenia son los kĩkũyũ, los ameru, los embu y los masais. Todos ellos ven la montaña como un aspecto importante de sus culturas.
Los kĩkũyũ viven en las laderas meridionales y occidentales de la montaña. Son agricultores y hacen uso del muy fértil suelo volcánico en las laderas inferiores. En las creencias tradicionales del pueblo kĩkũyũ, el ser supremo Ngai o Mwene Nyaga tiene su morada en el monte Kenia, a donde fue cuando bajó del cielo. Creen que la montaña es el trono de Ngai en la Tierra. Es el lugar en el que los kĩkũyũ, el padre de la tribu, solía encontrarse con dios. 
Los embu viven al sudeste del monte Kenia, y creen que la montaña es el hogar de dios (la palabra meru para dios es Ngai o Mwene Njeru. La montaña es sagrada, y construyen sus casas con las puertas frente a ella.
Los masái son seminómadas, y usaron la tierra al norte de la montaña para que su ganado pastara. Creen que sus antepasados bajaron de la montaña al comienzo de los tiempos. Los ameru ocupan la cara norte y este de la montaña. Generalmente son agricultores y también mantienen ganado y ocupan lo que es la tierra más fértil de Kenia. El dios Meru Murungu provenía de los cielos.

## Geología

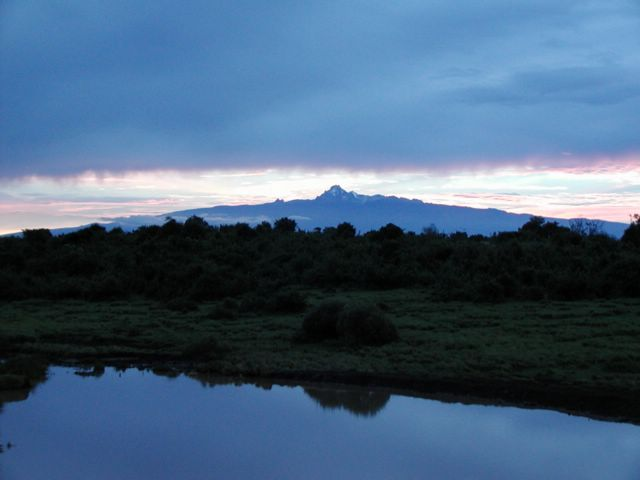
Los picos centrales del monte Kenia son un cuello volcánico que ha resistido la erosión glaciar.

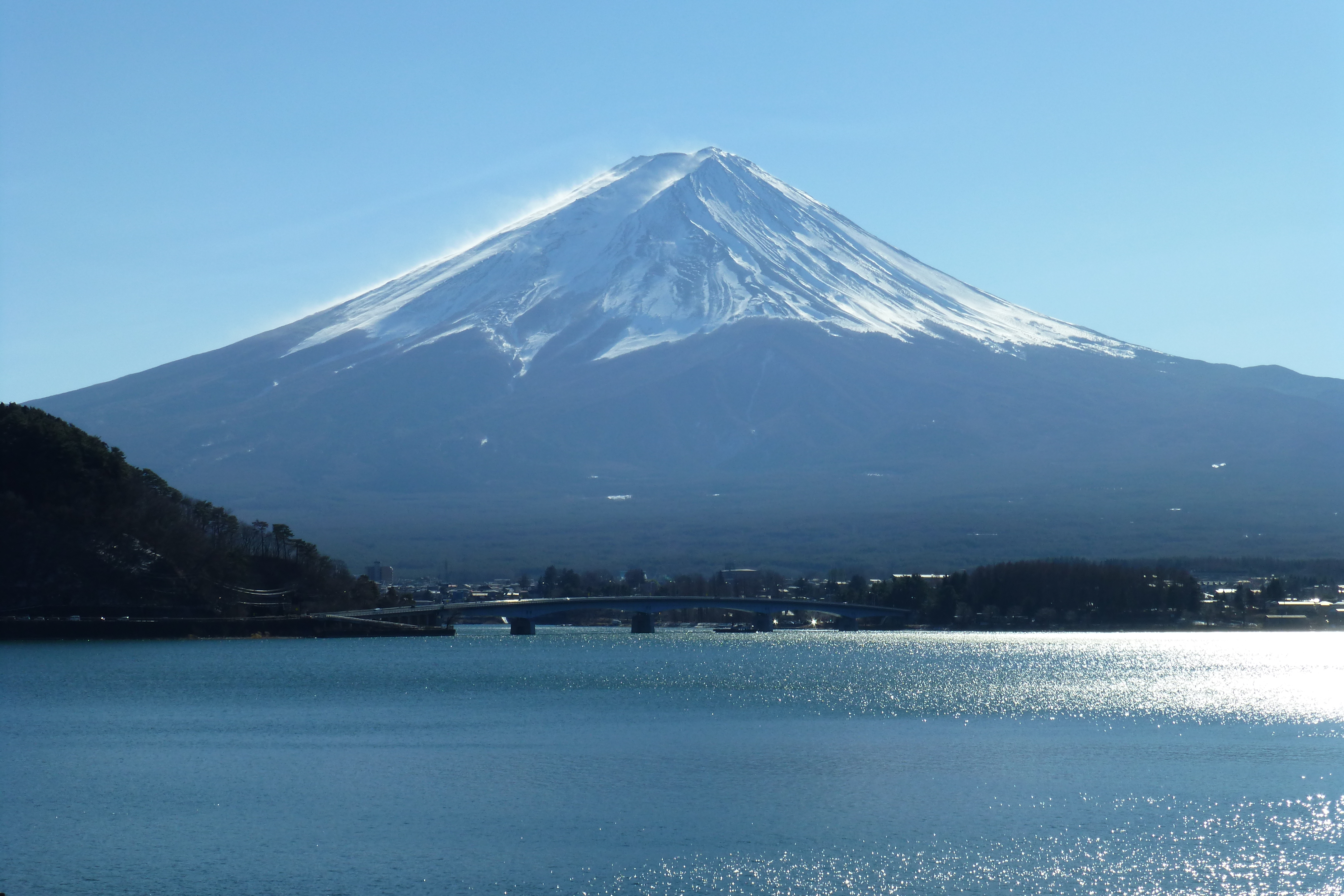
El monte Kenia era un estratovolcán y probablemente se parecía al monte Fuji (que se muestra arriba). Las laderas inferiores aún tienen esta forma, que es cómo se calculó la altura previa.

El monte Kenia es un estratovolcán que estaba activo en el Plio-Pleistoceno. El cráter original estaba probablemente por encima de los 6000 metros de alto; más alto que el Kilimanjaro. Desde que se extinguió hay dos grandes períodos de glaciación, que se muestran mediante dos grandes anillos de morrenas por debajo de los glaciares. La morrena inferior se encuentra a alrededor de 3300 m. Hoy los glaciares alcanzan no menos que 4650 m. Después de estudiar las morrenas, Gregory formuló la hipótesis de que en el pasado toda la cima de la montaña estuvo cubierta de una capa de hielo, y que fue esto lo que erosionó los picos hasta quedar como se los ve hoy en día.
Las laderas inferiores de la montaña nunca han estado cubiertas por glaciares. Ahora están principalmente cultivadas y cubiertas de bosques. Se distinguen por valles en forma de V de lados abruptos con muchos afluentes. Más arriba de la montaña, en la zona que hoy es páramo, los valles tienen la forma de U y son más superficiales con fondos planos. Fueron creados por la glaciación.
Cuando el monte Kenia estaba activo había cierta actividad de satélite. El lado noreste de la montaña tiene muchos antiguos cuellos y cráteres volcánicos. El mayor de ellos, Ithanguni, incluso tenía su propia capa de hielo cuando los principales picos estuvieron cubiertos de hielo. Esto puede verse por la cumbre redondeada del pico. Las colinas circulares con lados abruptos son también frecuentes en esta zona, que son probablemente los resto de conductos volcánicos. Sin embargo, dado que el resto de la montaña es aproximadamente simétrica, la mayor parte de la actividad ha debido ocurrir en el cuello o tapón central.
Las rocas que forman el monte Kenia son principalmente basalto, pórfidos, fonolitas, kenitos y traquitas. El kenito fue documentado por vez primera por Gregory en 1900 después de su estudio de la geología del monte Kenia.
La geología del monte Kenia fue explicada por vez primera a la comunidad occidental por Joseph Thomson en 1883. Vio la montaña desde la cercana meseta Laikipia y escribió que era un volcán extinto con el tapón expuesto. Sin embargo, como solo había visto la montaña desde la distancia su descripción no fue ampliamente creída en Europa, particularmente después de 1887 cuando Teleki y von Höhnel ascendieron la montaña y describieron lo que ellos consideraban que era el cráter. En 1893 la expedición de Gregory alcanzó el glaciar Lewis a 5000 m. Confirmó que el volcán estaba extinguido y que había glaciares presentes. La primera investigación minuciosa de los europeos no se llevó a cabo hasta 1966. Un estudio completo de la historia reconstructiva glacial y postglacial del monte Kenia, sus lugares geológicos y medioambientales, secuencias de paleosuelos (antiguos suelos) y su significado en la comprensión de la multiplicidad de las glaciaciones se encuentra en Mahaney, W.C., 1990, "Ice on the Equator", Wm Caxton Ltd., Ellison Bay, Wisconsin, U.S.A., 7 láminas, 386 pp. ISBN 0-940473-19-4.

## Picos

Los picos principales y glaciares del monte Kenia están cerca del centro de la montaña.

Los picos del monte Kenia son casi todos de origen volcánico. La mayoría de los picos se encuentran cerca del centro de la montaña. Estos picos tienen una apariencia alpina debido a su naturaleza escarpada. Típicamente de terreno alpino, los picos más altos y los gendarmes aparecen en la intersección de las aristas. Los picos centrales tienen unos pocos musgos, líquenes y pequeñas plantas alpinas que crecen en las fisuras de las rocas. Más alejado de los picos centrales, los tapones volcánicos están cubiertos por ceniza volcánica y tierras. La vegetación que crece en estos picos es típica de la franja de vegetación en la que se encuentran.
Los picos más altos son el Batian (5199 m), Nelion (5188 m) y Punta Lenana (4985 m). Batian y Nelion están solo separados por 250 ms pero está entre ellos la grieta que llaman Gates of Mist ("Puertas de Neblina"), que es igualmente honda. El Pico Coryndon (4960 m) es el siguiente en altura, pero a diferencia de los picos precedentes, no forma parte del tapón central.
Otros picos alrededor del tapón central son Punta Piggot (4957 m), Punta Dutton (4885 m), Punta John (4883 m), Punta John Minor (4875 m), Krapf Rognon (4800 m), Punta Peter (4757 m), Punta Slade (4750 m) y Pico Midget (4700 m). Todos ellos tienen una inclinada forma piramidal.
Significativos picos exteriores escarpados incluyen Tereré (4714 m) y Sendeyo (4704 m) que forman una pareja de picos gemelos al norte del tapón principal. Juntos, forman un gran tapón parasitario. Otros picos notables incluyen The Hat ("El sombrero", 4639 m), el Pico Delamere, el Pico Macmillan y Rotundu.

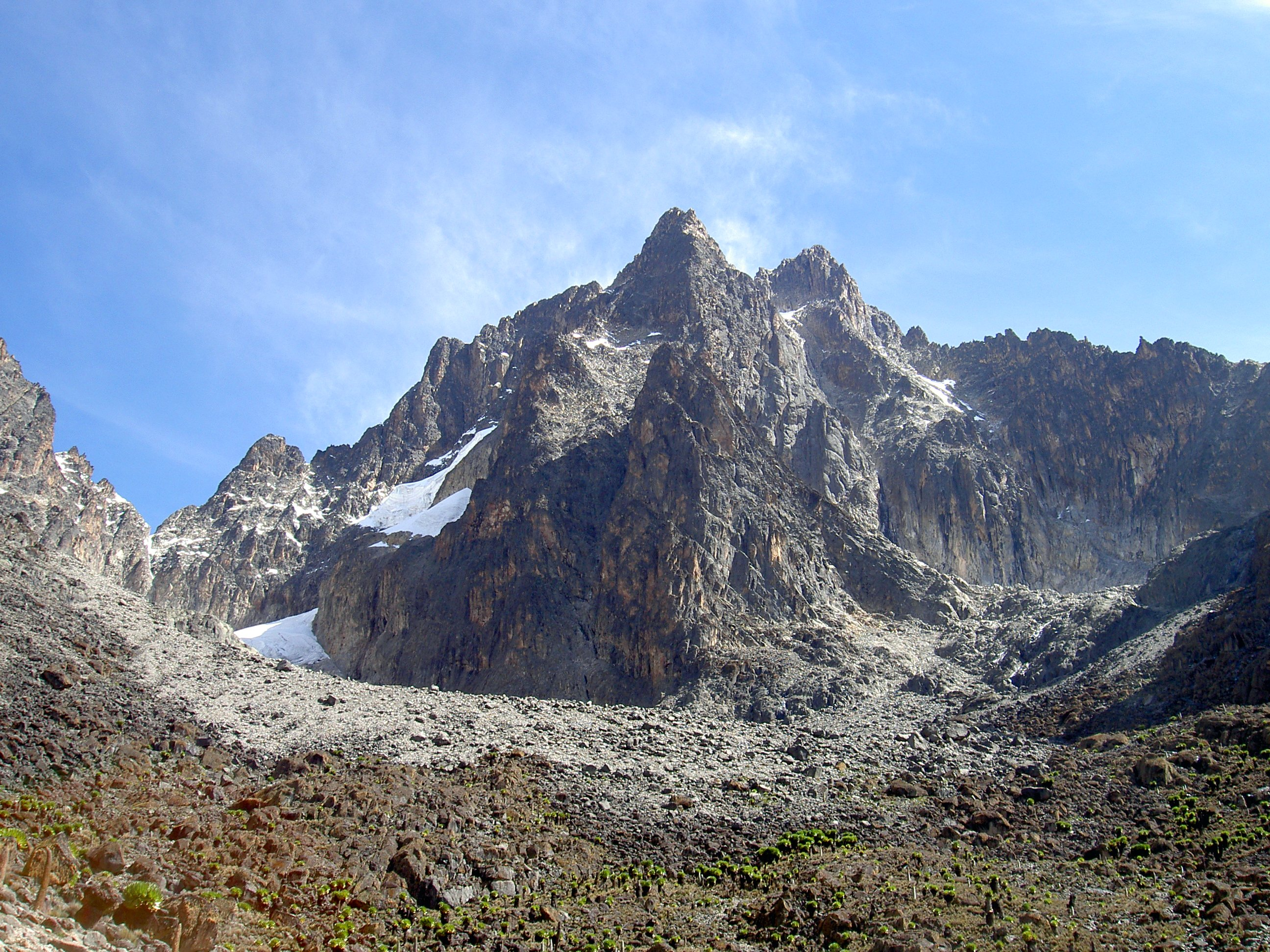
Batian a la izquierda, Nelion a la derecha y Slade en primer plano.
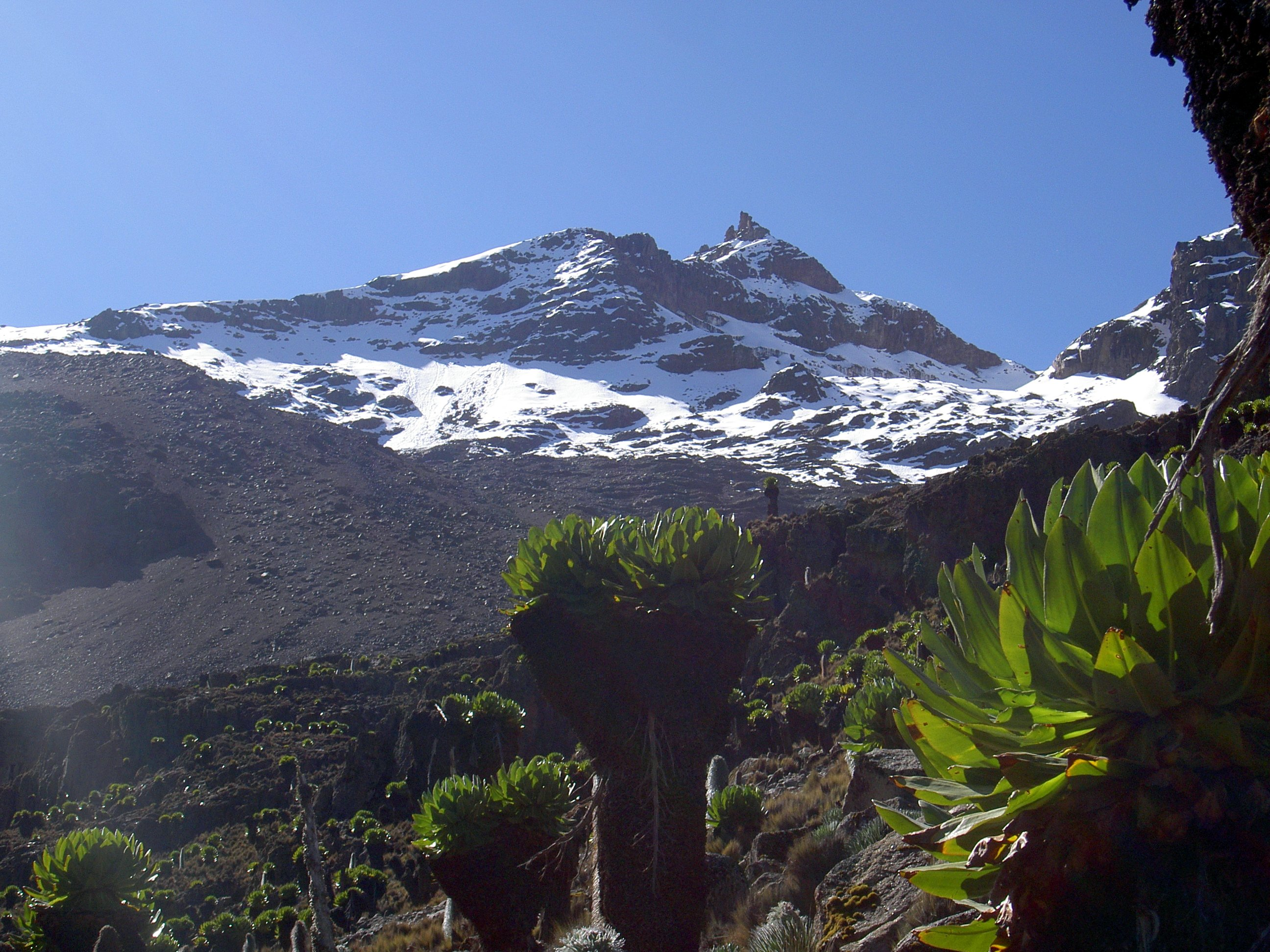
Lenana, el tercer pico en altura, es el más ascendido.
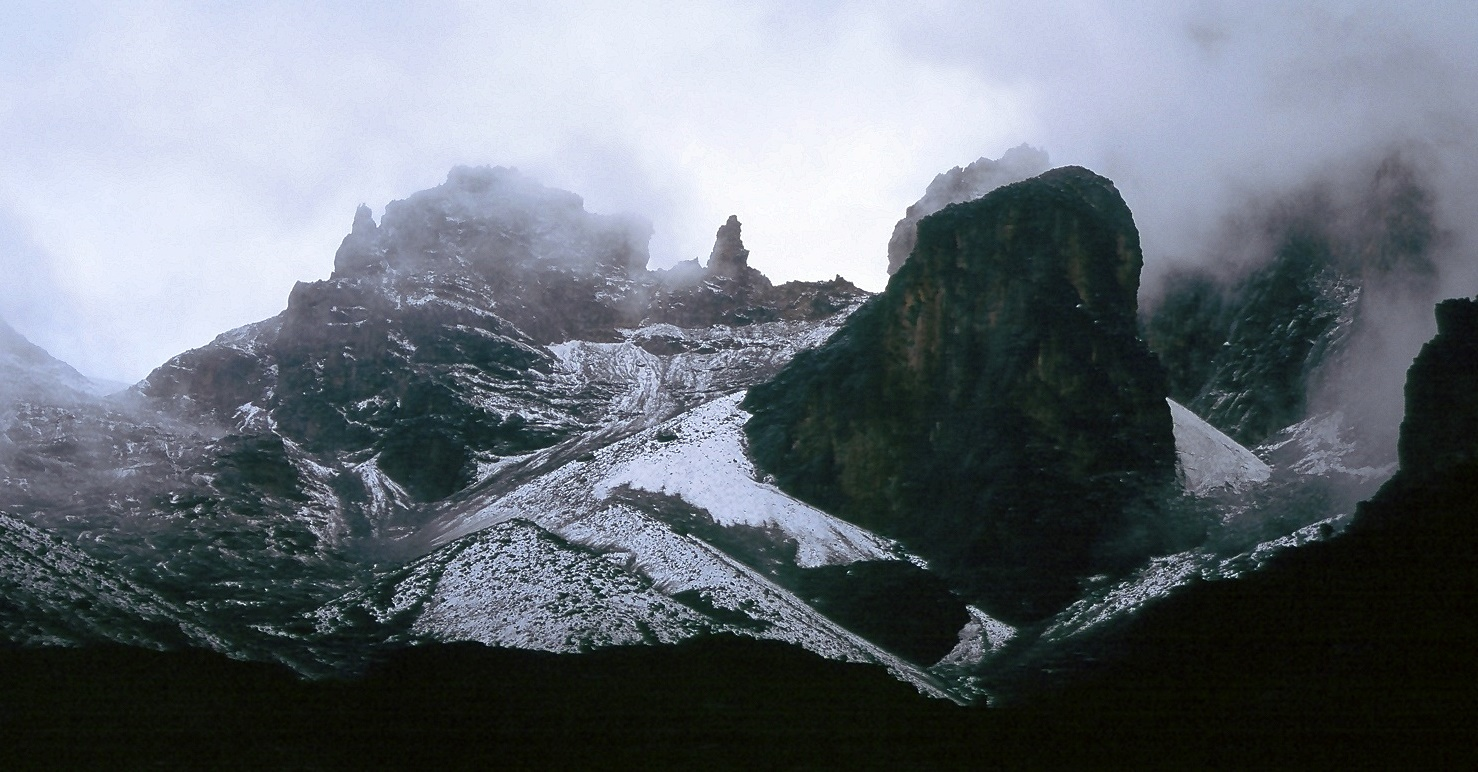
Krapf Rognon (4.800 m) y glaciar Krapf.
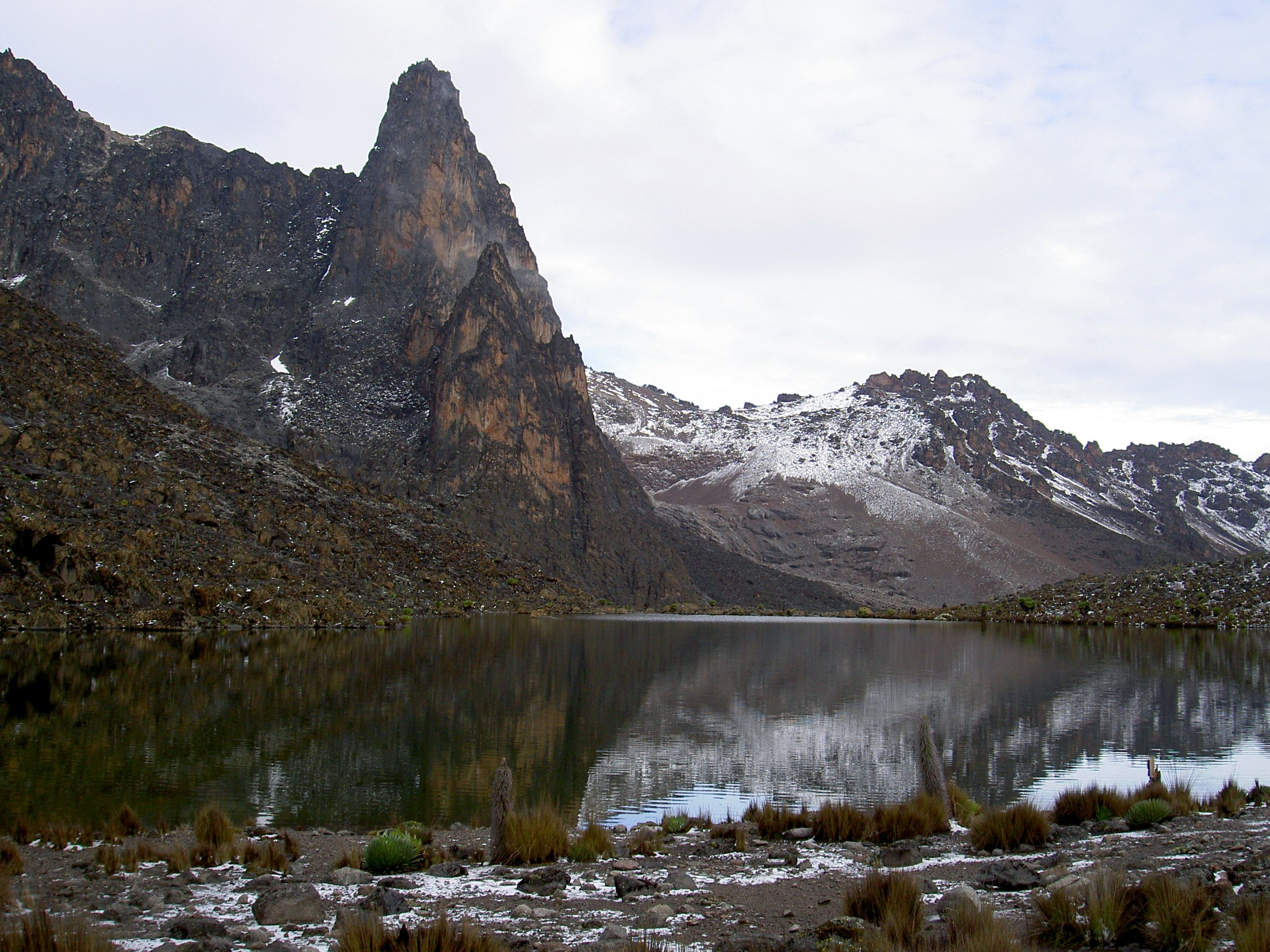
El pico Midget puede ascenderse en un día.
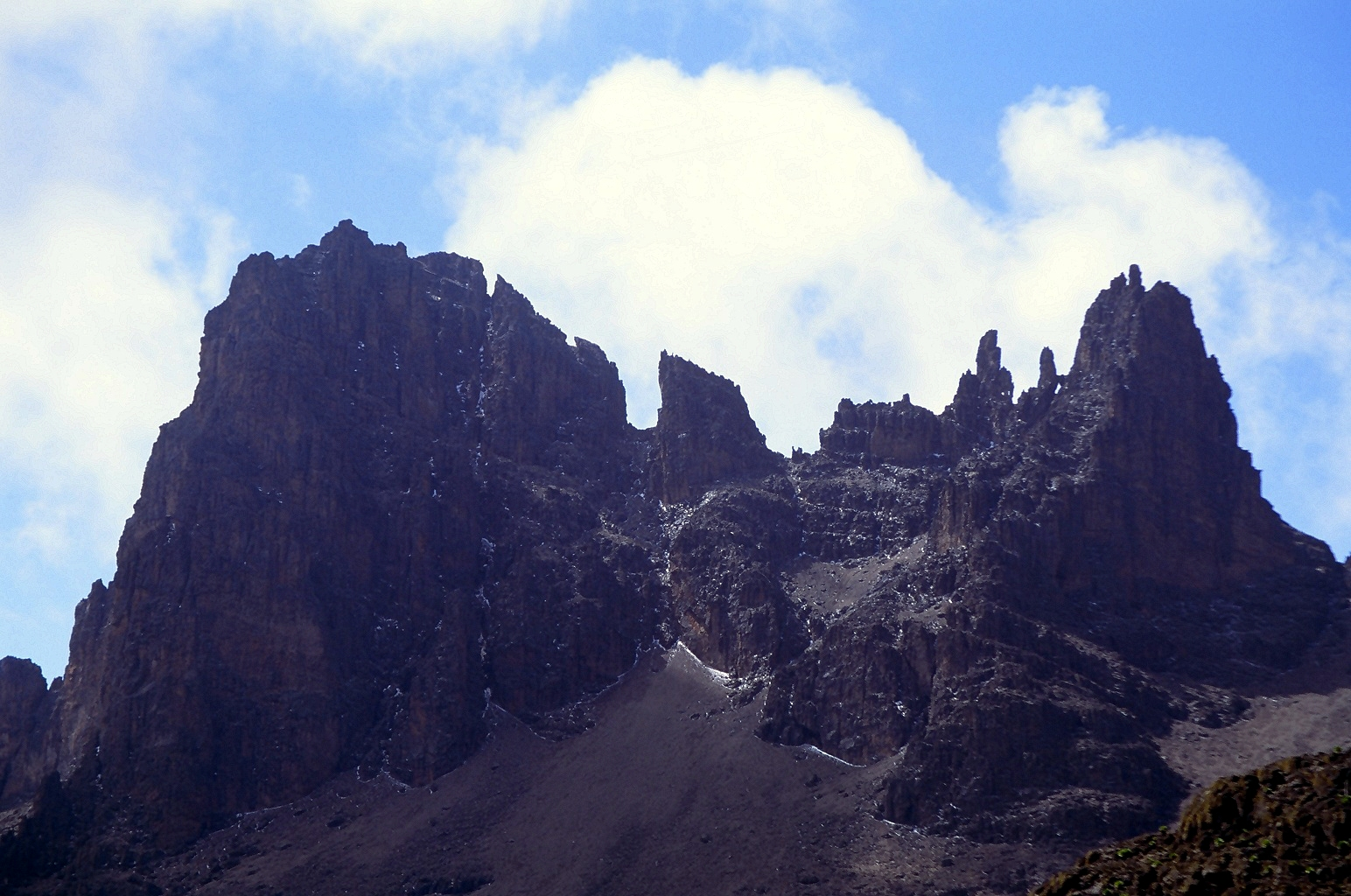
Terere y Sendeyo son dos picos exteriores escarpados.
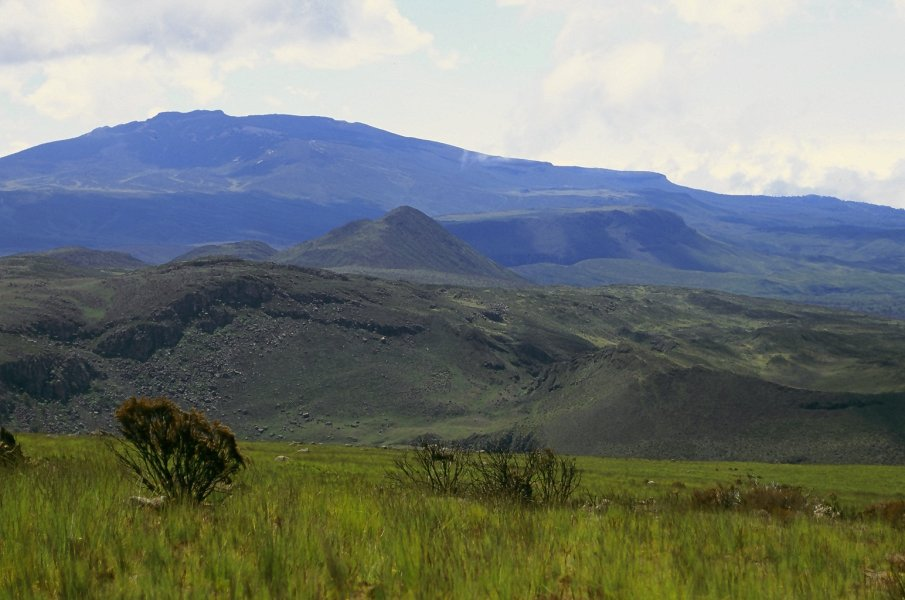
La colina Mugi y Giant's Billards Table ofrece algunas de las mejores rutas de senderismo en Kenia.

## Glaciares y formas periglaciares

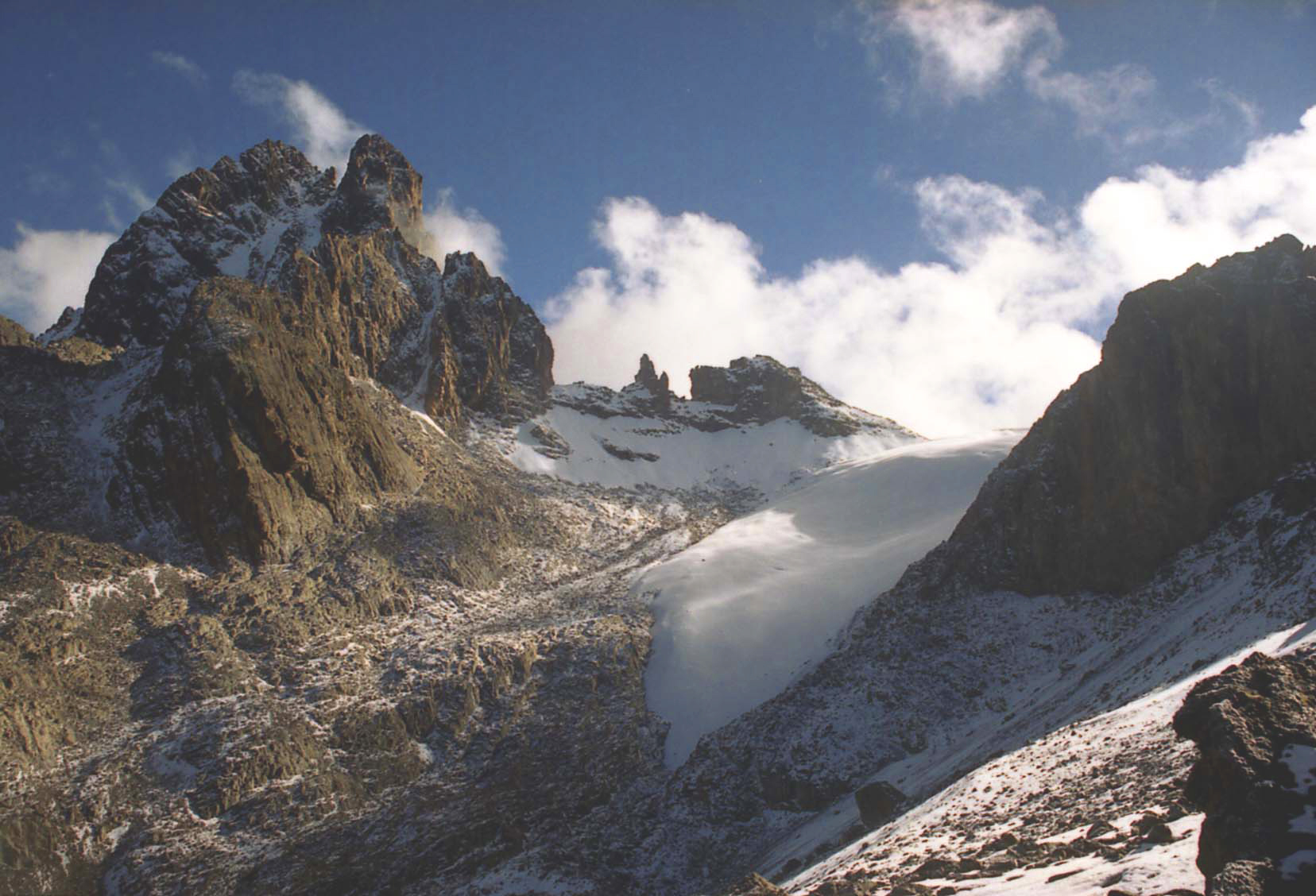
El glaciar Lewis es el más grande del monte Kenia.

Los glaciares del monte Kenia se están retirando rápidamente. El Club de montaña de Kenia en Nairobi tiene fotografías que muestran la montaña cuando fue ascendida por vez primera en 1899, y de nuevo más recientemente, y la retirada de los glaciares es muy evidente. Descripciones de ascensos de varios de los picos aconsejan el uso de crampones, pero ahora no hay hielo que encontrar. No hay nieve nueva, incluso sobre el glaciar Lewis (el más grande de ellos) en invierno, de manera que no se forma nuevo hielo. Se cree que en menos de 30 años no habrá hielo en el monte Kenia. La retirada de los glaciares y la desaparición puede estar provocada por los cambios en las tendencias de temperatura, o por cambio en las tendencias de precipitación.
Los nombres de los glaciares son (en el sentido de las agujas del reloj desde el norte):
- Northey, Krapf, Gregory, Lewis, Diamond, Darwin, Forel, Heim, Tyndall, Cesar, Josef.

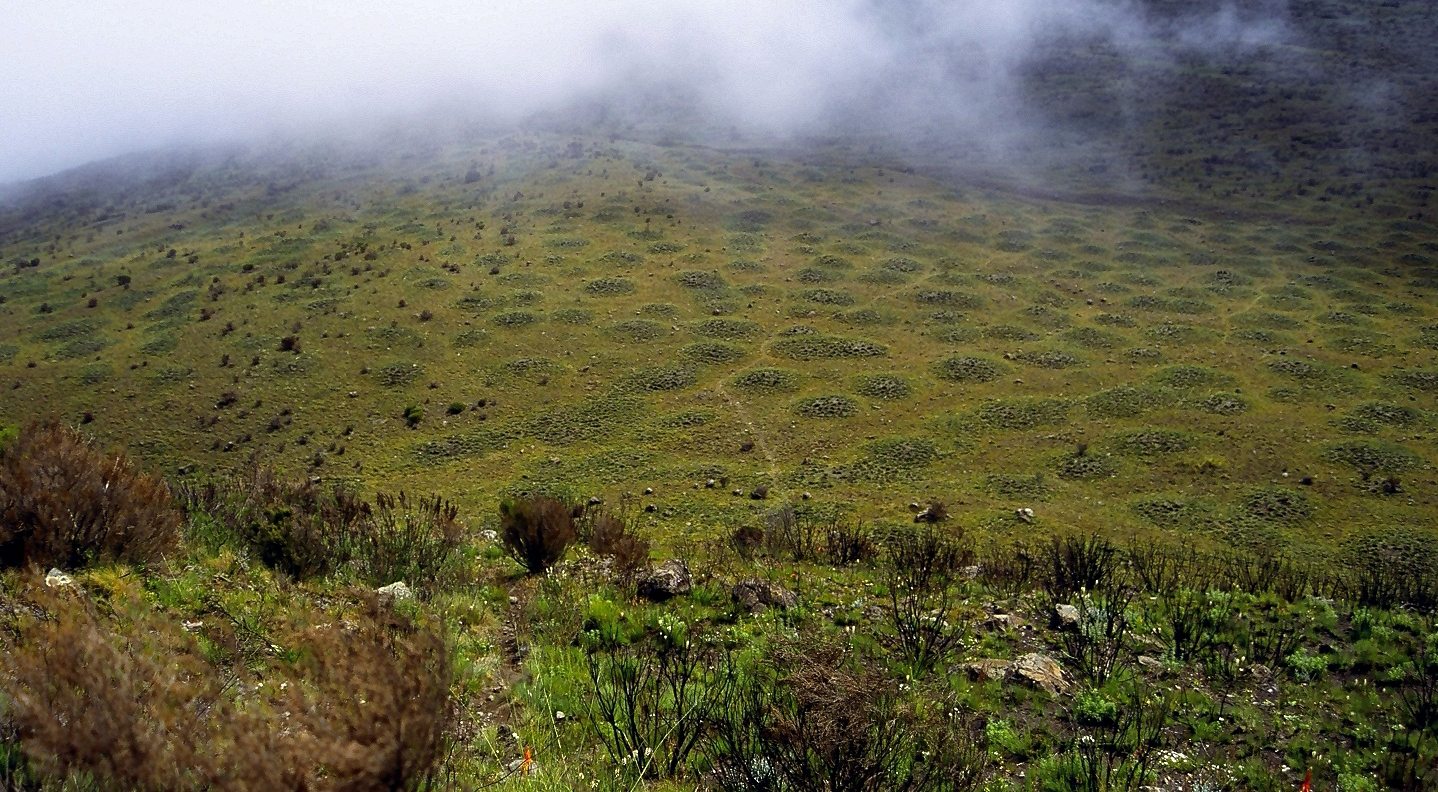
Subida y bajada de la escarcha causa un terreno con marcas por debajo de la colina Mugi.

La zona de glaciares en la montaña se midió en los años ochenta, y se documentó que medían alrededor de 0,7 km². Este una superficie mucho menor que las primeras observaciones, realizadas en los años 1890.
Aunque el monte Kenia está en el ecuador las heladoras temperaturas nocturnas dan como resultado formas periglaciares. Hay permafrost unos pocos centímetros por debajo de la superficie. Terreno con marcas está presente a 3400 m al oeste de la colina Mugi. Estos montículos crecen debido a la repetida congelación y derretirse del terreno absorbiendo más agua. Hay campos de bloques presentes alrededor de 4000 metros donde el terreno se ha agrietado formando hexágonos. La solifluxión aparece cuando las temperaturas nocturnas congelan el suelo antes de derretirse de nuevo por la mañana. Esta expansión y contracción diaria del suelo impide que crezca la vegetación.

## Montañismo

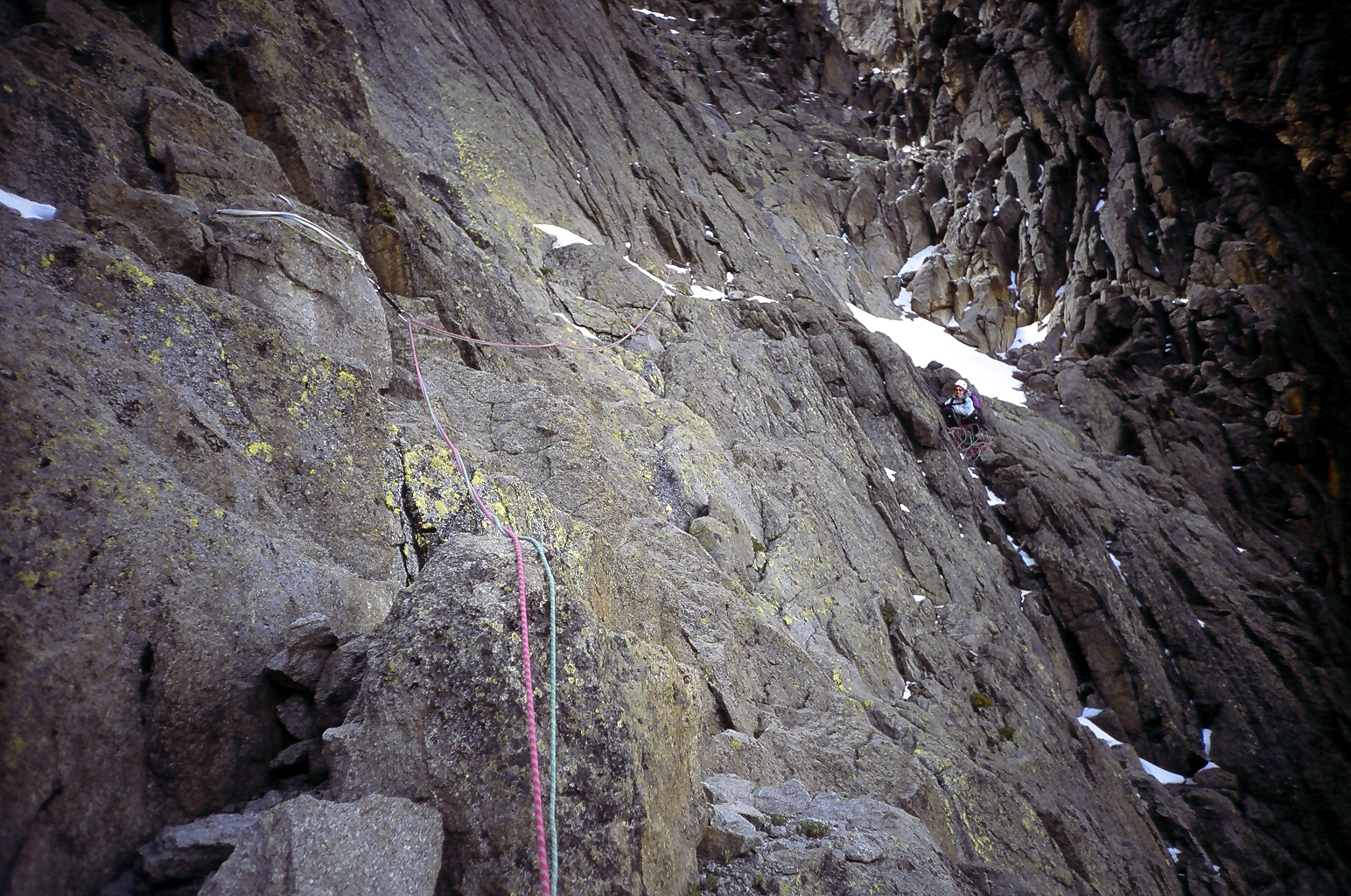
Hay muchos picos en el monte Kenia que requieren escalada en roca.

El misionero Johann Ludwig Krapf fue el primer europeo que afirmó haber visto el monte Kenia, en 1849. La mayor parte de los picos del monte Kenia han sido ascendidas. La mayoría de ellos implican escalada en roca como la ruta más fácil, aunque algunos requieren una trepada o hacer senderismo. El pico más alto que puede ascenderse sin necesidad de escalada es la Punta Lenana, 4985 m. La mayoría de los 15 000 visitantes del parque nacional cada año ascienden este pico. Por contraste, aproximadamente 200 personas ascienden Nelion y 50 hacen el Batian, los dos picos más altos.
La primera ascensión registrada de la montaña la llevaron a cabo Halford John Mackinder, Cesar Ollier y Josef Brocherel el 29 de agosto de 1899, que ascendieron a la cumbre Batian, la más alta. Batian es normalmente ascendido a través de la vía de la cara norte: North Face Standard Route, grado UIAA IV+ (or 5.6+ YDS), abierta el 31 de julio de 1944 por Firmin y Hicks. La ruta normalmente se sube en dos días. 
La cumbre Nelion fue escalada por vez primera por Eric Shipton y Bill Tilman el 6 de enero de 1929; Shipton y Tilman completaron la travesía de la cresta entre las dos cumbre más altas. La ruta usual para subir este pico es la que ellos establecieron. Es posible hacer travesía entre los dos picos, por las Gates of Mist, pero esto normalmente implica pasar una noche en la cabaña Howell en lo alto del Nelion. Hay una vía de descenso por rápel con tornillos descendiendo del Nelion.
La temporada de escalada en el monte Kenia es única como resultado de su ubicación a solo 10 millas del ecuador. La mejor época para escalar el Kenia es entre enero y febrero para la ladera sur, y de agosto a septiembre para la ladera norte. Y esto es así porque en el verano septentrional las rutas de roca de la vertiente septentrional del pico están en buenas condiciones veraniegas, mientras que al mismo tiempo las rutas de hielo en el lado sur están en perfecto estado. La situación es al revés durante el verano meridional. Las dos temporadas están separadas por varios meses de lluvia estacional antes y después, durante los cuales las condiciones de ascenso son generalmente desfavorables.
En el monte Kenia hay varias buenas rutas en hielo, las dos más famosas son la Diamond Couloir y la Ice Window. Los niveles de hielo y nieve en la montaña se han estado retirando a un ritmo acelerado en los años recientes, haciendo que estos ascensos sean cada vez más difíciles y peligrosos. El Diamond Couloir, en el pasado se podía ascender en verano o invierno, pero ahora es virtualmente inescalable en condiciones veraniegas, y raras veces se considera escalable incluso en invierno.
Los picos satélites alrededor de la montaña también proporcionan buenos ascensos. Pueden subirse en estilo alpino y varían en dificultad desde una trepada hasta una escalada con grando VI UIAA. Ellos son útiles para la aclimatación antes de subir los picvos más altos y como ascensos por derecho propio.
El 21 de julio de 2003, se produjo un trágico accidente aéreo cuando un avión sudafricano, que transportaba 12 pasajeros y dos miembros de la tripulación, se estrelló contra la cumbre Lenana donde fallecieron todos sus ocupantes.

### Senderos

Mapa mostrando las rutas de senderismo y las cabañas alrededor del monte Kenia

Hay ocho rutas de senderismo hasta los picos principales. Empezando en el sentido de las agujas del reloj desde el norte son: rutas Meru, Chogoria, Kamweti, Naro Moru, Burguret, Sirimon y Timau.
De estas Chogoria, Naro Moru y Sirimon se usan más frecuentemente y por lo tanto tienen puertas con personal. Las otras rutas requieren un permiso especial del Kenya Wildlife Service para usarlas.
La ruta Chogoria lleva desde la ciudad de Chogoria hasta el sendero que rodea los picos. Cruza el bosque al sudeste de la montaña al páramo, con vistas sobre zonas como Ithanguni y Giant's Billiards Table antes de seguir la parte de Gorges Valley pasando por el Temple y hasta Simba Col debajo de la Punta Lenana. El Club Montañero de Kenia sostienen que Ithanguni y el Giant's Billards Table ofrecen algunas de las mejores hillwalking en Kenia.
La ruta Naro Moru es tomada por muchos senderistas que intentan alcanzar la Punta Lenana. Puede ascenderse en solo 3 días y tiene casas con literas en cada campo. La ruta empieza en la ciudad de Naro Moru al oeste de la montaña y asciende hacia el campamento de Mackinder en el Peak Circuit Path. El terreno es normalmente bueno, aunque una sección se llama la Vertical Bog.
La ruta Sirimon se acerca al monte Kenia desde el noroeste. El sendero se bifurca en los páramos, el que más se usa es el que sigue el Mackinder Valley y la ruta más tranquila que atraviesa el Liki North Valley. Los senderos se vuelven a unir en Shipton's Cave justo debajo de Shipton's Camp en el Peak Circuit Path.
El Peak Circuit Path es un sendero alrededor de los picos principales, con una distancia de alrededor de 10 km y un sube y baja de 2000 m. Puede andarse en un día, pero más comúnmente se hace en dos o tres. Puede usarse también para unir diferentes rutas de ascenso y descenso. La ruta no requiere escalada técnica.

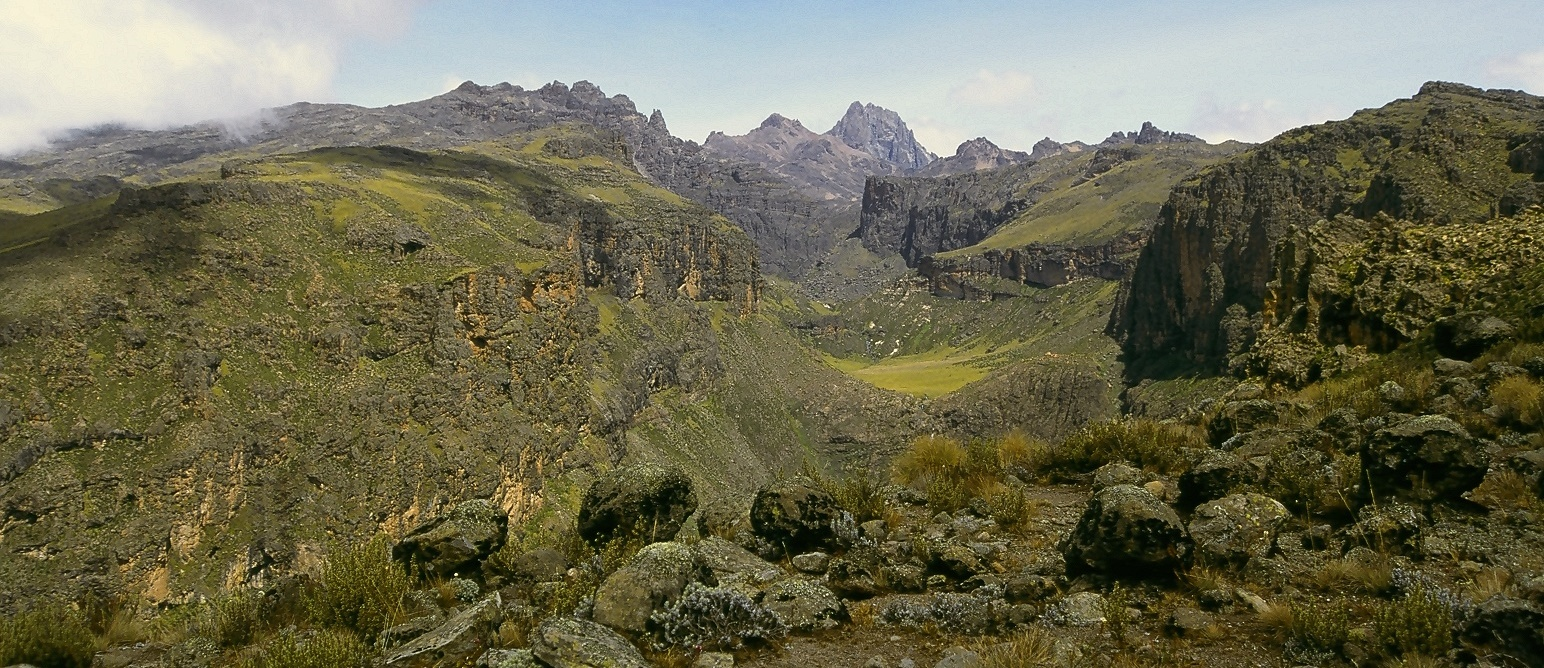
El Gorges Valley es un gran rasgo en la ruta Chogoria.
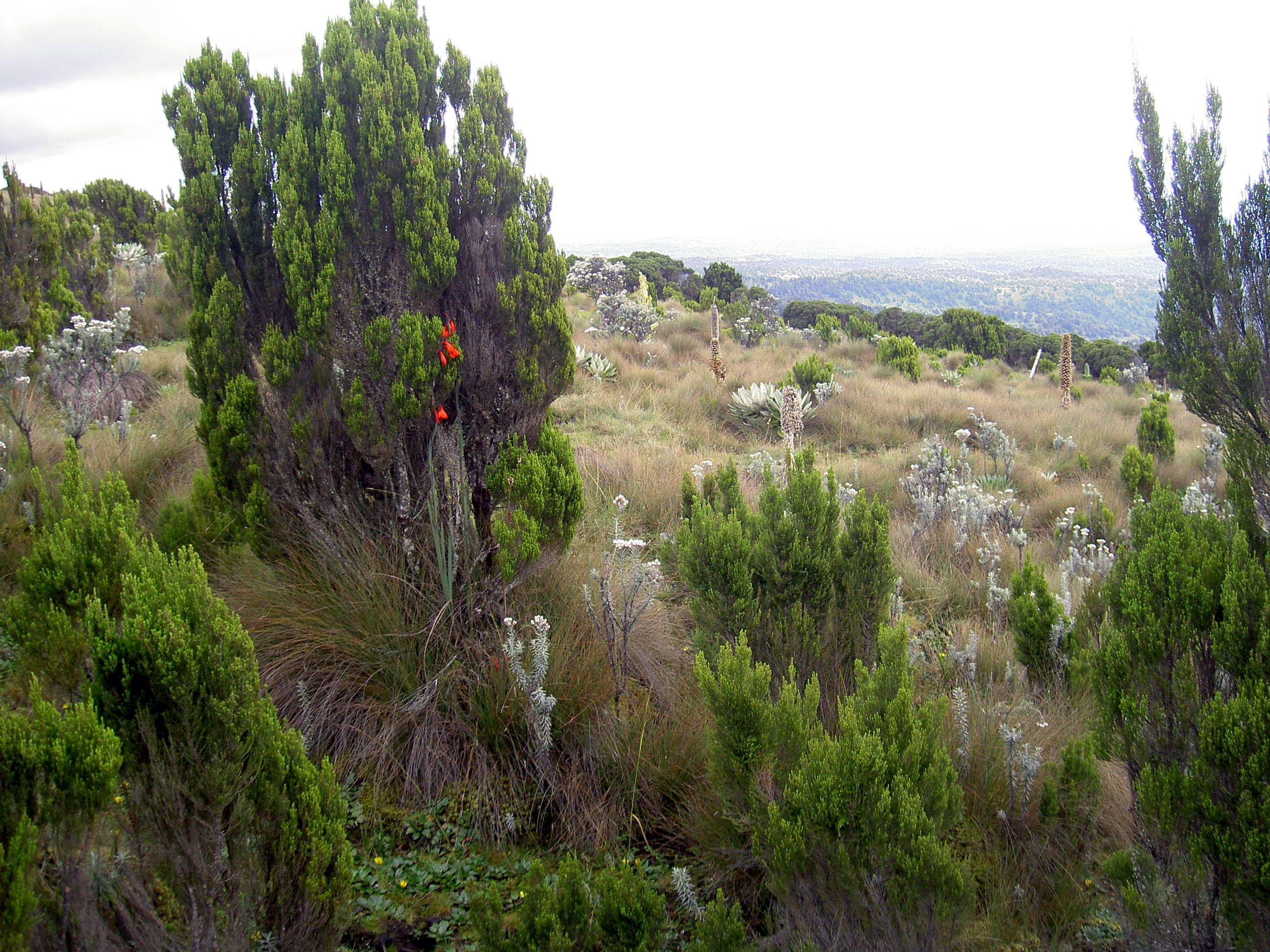
Vertical bog en monte Kenia en la ruta Naro Moru.
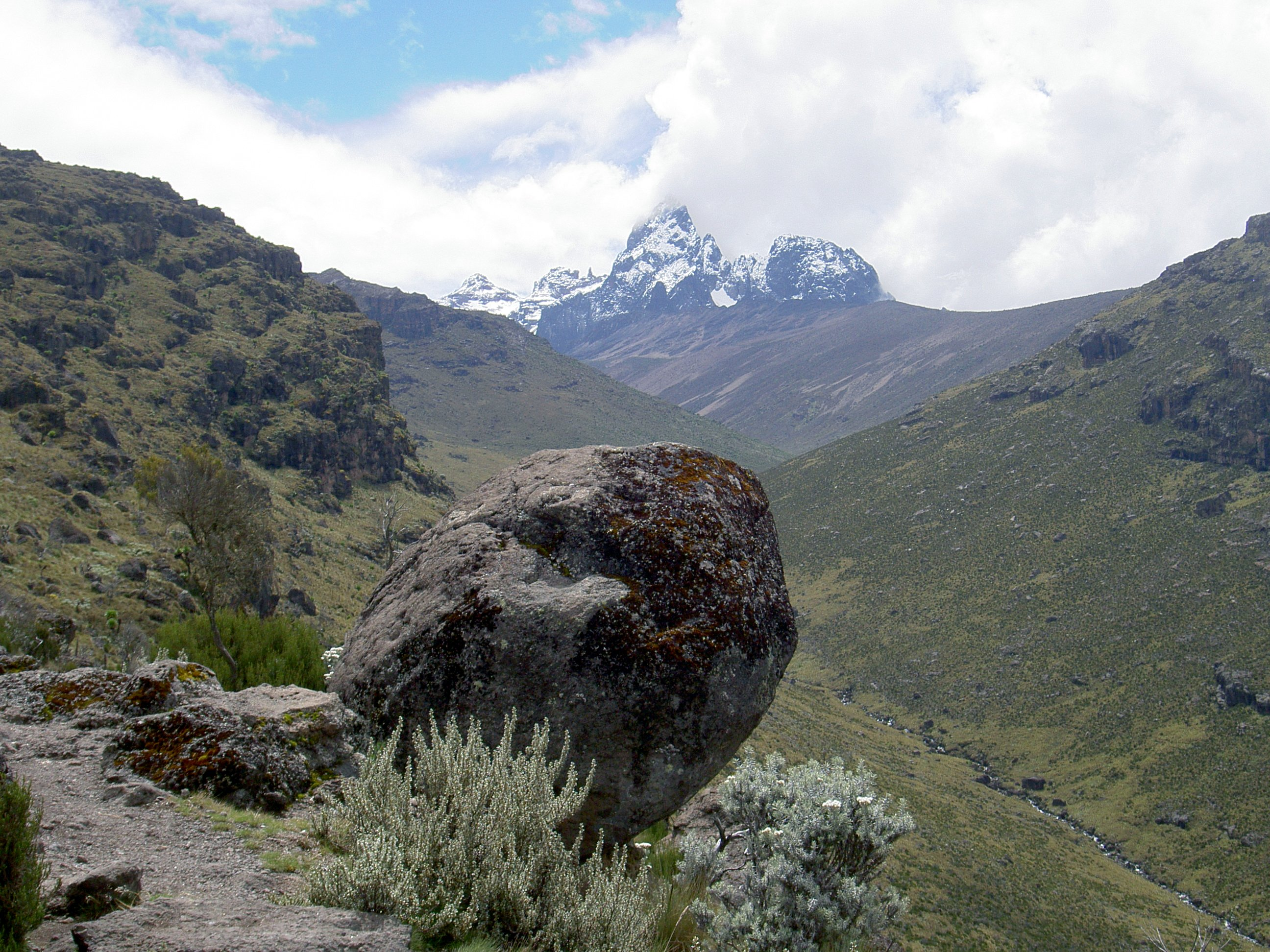
Mirando hacia los picos arriba del Mackinder Valley en la ruta Sirimon.